# Sierafim Chołodkow
Sierafim Michajłowicz Chołodkow, ros. Серафим Михайлович Холодков (ur. 15 stycznia 1920 we wsi Starożyłowo, w guberni riazańskiej; zm. 10 czerwca 1998 w Moskwie) – rosyjski piłkarz grający na pozycji obrońcy, trener piłkarski.

## Kariera piłkarska
W 1936 rozpoczął karierę piłkarską w drużynie Spartak-klubnaja Moskwa. W 1941 został zaproszony do pierwszej drużyny Spartaka. W latach 1941–1942 występował w zespołach Krylja Sowietow Moskwa oraz Niewskiego Zakładu w Mołotowie. W 1950 przeszedł do BO Sewastopol, a latem przeniósł się do WMS Moskwa, w którym zakończył karierę piłkarską w roku 1952.

## Kariera trenerska
Po zakończeniu kariery piłkarskiej rozpoczął pracę szkoleniowca. W 1955 dołączył do sztabu szkoleniowego Spartaka Kalinin. Latem 1956 przeniósł się do Metałurha Dniepropetrowsk, gdzie najpierw pomagał trenować, a od 1957 do września 1960 prowadził ukraiński klub. W październiku 1960 stał na czele Spartaka Chersoń, którym kierował do końca 1961, a na początku 1962 powrócił do Metałurha Dniepropetrowsk. W latach 1963–1965 trenował Žalgiris Wilno, a w 1965 pomagał trenować Spartak Moskwa. Następnie prowadził kluby Spartak Nalczyk, Stroitiel Aszchabad, Daugava Ryga i Nieftianik Fergana. Również pracował w Wydziale Futbolu Związków Zawodowych ZSRR.
10 czerwca 1998 zmarł w Moskwie w wieku 78 lat.

## Sukcesy i odznaczenia

### Sukcesy piłkarskie
Spartak Moskwa
- zdobywca Pucharu ZSRR: 1946, 1947
- finalista Pucharu ZSRR: 1948
- brązowy medalista Mistrzostw ZSRR: 1948, 1949

### Sukcesy indywidualne
- wybrany do listy 33 najlepszych piłkarzy ZSRR: Nr 3 (1948)

### Odznaczenia
- tytuł Mistrza Sportu ZSRR